# Friedrich der Jüngere (Brandenburg)
Friedrich der Jüngere von Brandenburg, auch der Fette, (* 1422 oder 1424; † 6. Oktober 1463 in Tangermünde) war Markgraf von Brandenburg und Herr der Altmark. Er ist später geboren und früher gestorben als sein gleichnamiger Bruder Friedrich II. von Brandenburg. 

## Leben
Friedrich war der jüngste Sohn des Kurfürsten Friedrich I. von Brandenburg (1371–1440) aus dessen Ehe mit Elisabeth (1383–1442), Tochter des Herzogs Friedrich von Bayern-Landshut.
Auf Grund einer väterlichen Verfügung sollte Friedrich gemeinsam mit seinem älteren Bruder, dem Markgrafen und Kurfürsten Friedrich II., auch Friedrich Eisenzahn genannt, der seit 1440 sein Vormund war, die Mark Brandenburg bis 1456 gemeinsam regieren, doch drängte er schon 1445 auf mehr Selbstständigkeit. Mit Unterstützung seiner Brüder Johann und Albrecht gelang es ihm in einer Landesteilung 1447, unter kurfürstlicher Oberhoheit, die Altmark und Prignitz zu erwerben. Die de facto Teilung der Kurmark verstieß gegen die Anordnungen der Goldenen Bulle (1356) Karls IV., wonach kein Kurfürstentum geteilt werden durfte. Er förderte in seinem Land die Ansiedlung von Juden, die sein Bruder 1446 aus der Mark vertrieben hatte.
Friedrich der Fette residierte in Tangermünde, Salzwedel und Arneburg und vernachlässigte die Regierungsgeschäfte dergestalt, dass sein Bruder 1459 militärisch gegen die Umtriebe im Land eingriff. Da Friedrich ohne männlichen Erben starb, fielen die Altmark und Prignitz wieder an Kurbrandenburg zurück, das noch bis 1470 von seinem älteren Bruder regiert wurde. Friedrich wurde in der Stadtkirche St. Georg von Arneburg bestattet. Im Dreißigjährigen Krieg wurde seine Grabstätte geplündert und zerstört. Die sterblichen Überreste wurden wieder zusammengetragen und in Berlin beigesetzt.

## Nachkommen
Friedrich heiratete am 9. Februar 1449 in Tangermünde Agnes (1436–1512), Tochter des Herzogs Barnim VIII. von Pommern, mit der er eine Tochter hatte:
- Magdalena (1460–1496)

⚭ 1482 Graf Eitel Friedrich II. von Hohenzollern (1452–1512)